# Ilkka (journal)
Ilkka est un journal local indépendant paraissant chaque jour à  Seinäjoki en Finlande depuis 1906.

## Présentation
Ilkka est une publication du groupe Ilkka-Yhtymä.
Sa distribution s'élève à 52 651 exemplaires en 2011.